# フェムケ・ボル
フェムケ・ボル（Femke Bol、2000年2月23日 - ）は、オランダの女子陸上競技選手。2023年世界選手権金メダリスト（400mハードル、4×400mリレー）、2024年世界室内選手権金メダリスト（400m、4×400mリレー）、2020年東京オリンピック銅メダリスト（400mハードル）、2024年パリオリンピック金メダリスト（混合4×400mリレー）。